# Hakusensha
Hakusensha, Inc. (jap. 株式会社白泉社 Kabushiki-gaisha Hakusensha) – japońskie wydawnictwo zajmujące się publikacją literatury oraz mangi, założone 1 grudnia 1973. Jego główna siedziba znajduje się w Chiyodzie (Tokio).

## Wydawane czasopisma
Shōjo
- Bessatsu Hana to Yume
- Hana to Yume
- LaLa
- LaLa DX
- Melody

Shōnen
- Young Animal
- Young Animal Arashi

Seinen
- Gekkan Shōnen Jets